# 佩塔爾·斯托揚諾維奇
佩塔爾·斯托揚諾維奇（1995年10月7日—）是一位斯洛文尼亞足球運動員。在場上的位置是右後衛。現效力於波蘭足球甲級聯賽球隊歷基亞。他也代表斯洛文尼亞國家足球隊參賽。